# Frank Hieronymus
Frank Günther Hieronymus (geboren am 30. Oktober 1930; gestorben am 2. Februar 2022 in Basel) war ein Schweizer Bibliothekar und Klassischer Philologe. Er veröffentlichte umfangreiche Arbeiten zum Basler Buchdruck und zu den Sammlungen der Universitätsbibliothek Basel. 

## Leben

### Herkunft und Ausbildung
Hieronymus wuchs in Berlin auf, wo sein Vater Willy Hieronymus, ursprünglich Gymnasiallehrer aus Basel, als Verleger tätig war. Ab 1940 besuchte er ein Internat in Montreux. Als die Eltern 1943 zurück nach Basel zogen, wechselte er an das Humanistische Gymnasium Basel. 1949 machte er die Matur. Anschliessend studierte er an der Universität Basel Klassische Philologie und Germanistik. Ein Auslandssemester führte ihn nach Hamburg. Er doktorierte beim Gräzisten Bernhard Wyss und wurde 1960 promoviert. Den Doktortitel konnte er erst nach der Publikation der Dissertation zehn Jahre später tragen.

### Berufliche Karriere

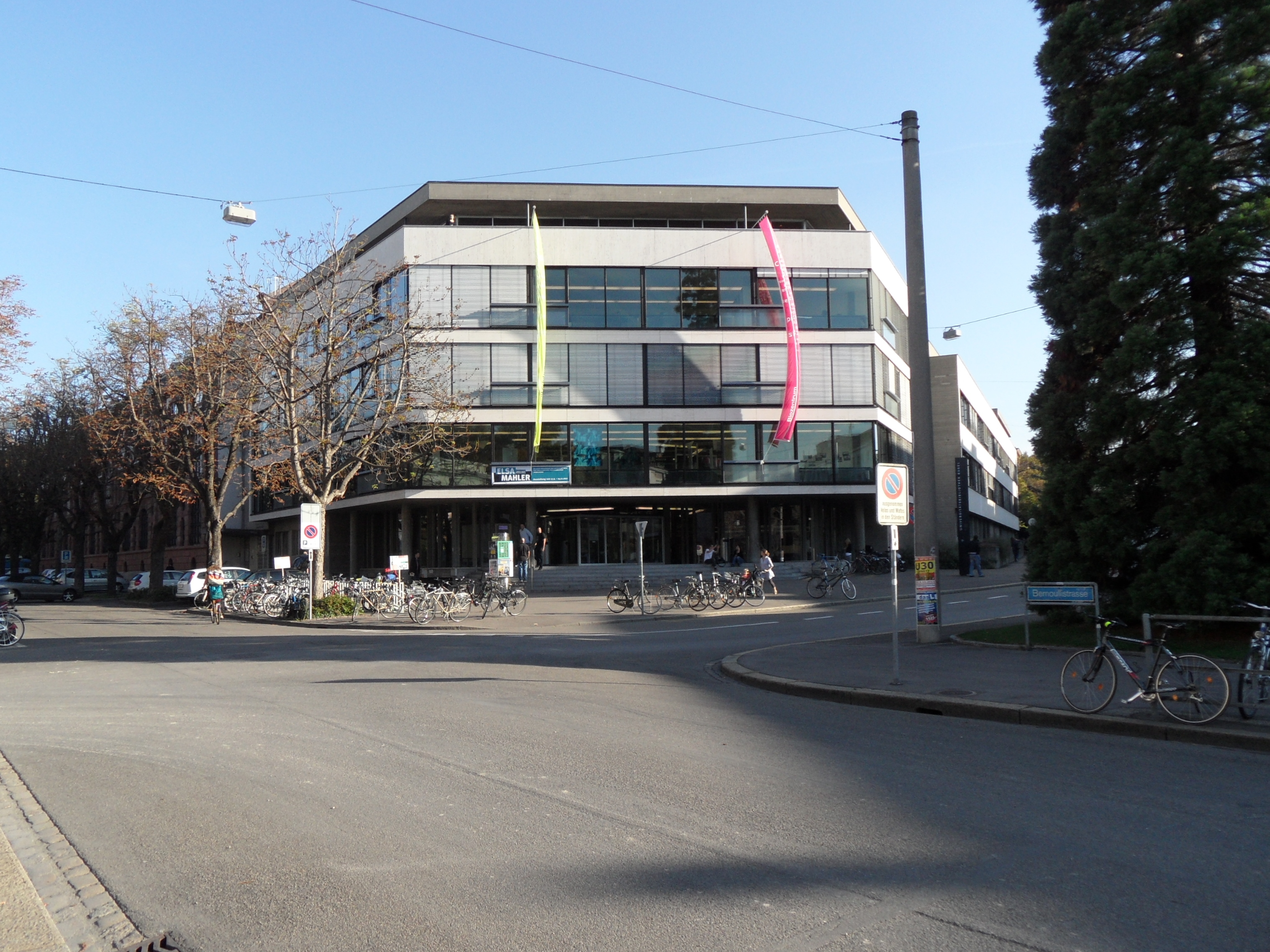
Universitätsbibliothek Basel

Nach der Promotion lehrte Hieronymus an verschiedenen Gymnasien. 1966 wurde er Bibliothekar an der Universitätsbibliothek Basel. Er arbeitete als Fachreferent für Klassische Philologie, Archäologie, Humanismus, Buchwesen und Kunstgeschichte.
Ein Schwerpunkt seiner Arbeit war das Kuratieren von Ausstellungen. Über diese Tätigkeit gelangte er zu einem weiteren Schwerpunkt, nämlich der Forschung zur Geschichte des Basler Buchdrucks.
1995 wurde er pensioniert.

## Werk

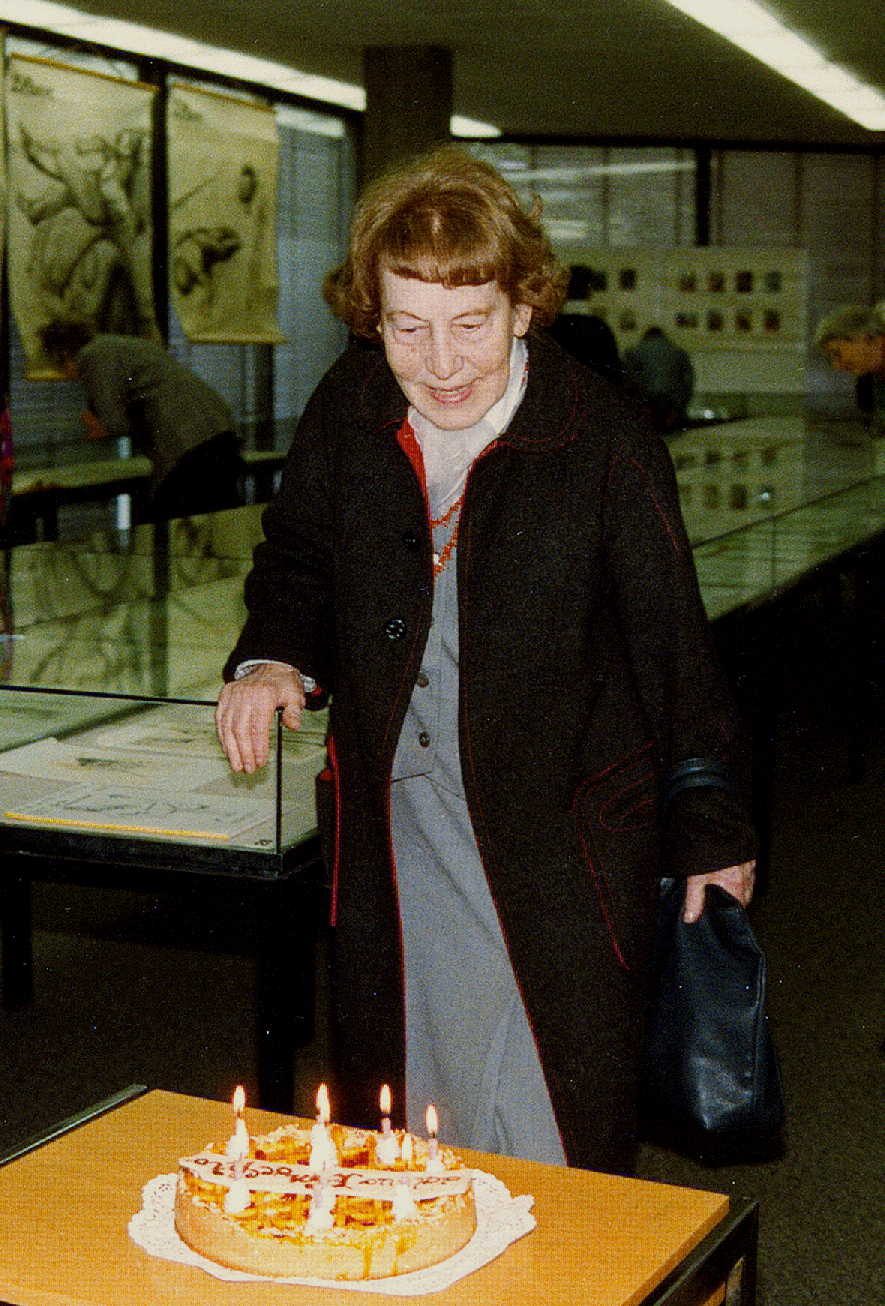
Martha Pfannenschmid an der Ausstellung zu ihrem 90. Geburtstag (1990)

Hieronymus erweiterte die Sammlungen der Universitätsbibliothek Basel massgeblich in den Bereichen illustrierte Pressendrucke und lokale Grafik, die er als Lücke in der Sammlungspolitik der Basler Kulturinstitutionen ausmachte. Er begann, Werke aus diesen Bereichen anzuschaffen. Ein besonderes Geschick hatte er darin, Schenkungen und Stiftungen solcher Werke einzufädeln. Die Künstlerin Betha Sarasin schenkte der Universitätsbibliothek anlässlich einer von Hieronymus kuratierten Retrospektive zu ihrem 65. Geburtstag 50 Zeichnungen und Aquarelle, 33 Grafiken und eine Marmorskulptur. Eine Ausstellung zum 90. Geburtstag von Martha Pfannenschmid resultierte in der Schenkung von Originalillustrationen zu ihrem Heidi- und ihrem Pinocchio-Buch. Hieronymus schaffte auch fast alle von Imre Reiner illustrierten Bücher an. Reiner war von 1942 bis 1943 in Basel beim Schwabe Verlag tätig.
In Hieronymus’ Wirken ist seine Forschung zum Basler Buchdruck eng mit seiner Tätigkeit als Ausstellungsmacher für die Universitätsbibliothek verknüpft. Er kam dazu durch eine 1972 durchgeführte Ausstellung anlässlich des 500. Geburtstags Albrecht Dürers, der zeitweise in Basel gewirkt hatte. Der Katalog zu dieser Ausstellung mit dem Titel Oberrheinische Buchillustration 1: Inkunabelholzschnitte aus den Beständen der Universitätsbibliothek beschrieb 223 Werke. Die für 1974 geplante, aber erst 1984 durchgeführte Fortsetzung Oberrheinische Buchillustration 2: Basler Buchillustration 1500–1545 fasste im Katalog auf 813 Seiten und in sechs Registern die Forschungsergebnisse zu den Illustrationen aus 488 Drucken und deren Künstler zusammen. Da die Direktion der Universitätsbibliothek den Umfang des Katalogs begrenzt hatte, sich Hieronymus aber nicht beschränken wollte, liess er den Text auf das Format B4 tippen und danach verkleinern, sodass das Buch nur schwer zu lesen war.
1992 folgten Ausstellung und Katalog Griechischer Geist aus Basler Pressen über die frühen griechischen Basler Drucke. Der Katalog behandelte auf 851 Seiten 474 Werke. Die Ausstellung wurde auch an der Staatsbibliothek zu Berlin und am Gutenberg-Museum im Mainz gezeigt. 1997 folgte neun Jahre nach der Ausstellung zum 500-jährigen Jubiläum des Schwabe Verlags 1988 der dazugehörige Katalog mit dem Titel 1488 Petri Schwabe 1988, in dem 657 Werke besprochen werden. 2005 erschien zwölf Jahre nach der Ausstellung anlässlich des 500. Geburtstags von Paracelsus von 1993 der Katalog dazu. Die fünf Bände und fast 4000 Seiten von Theophrast und Galen – Celsus und Paracelsus. Medizin, Naturphilosophie und Kirchenreform im Basler Buchdruck bis zum Dreissigjährigen Krieg wurden anfänglich nur in geringer Stückzahl produziert, aber der Absatz war grösser als erwartet. Vivian Nutton bezeichnete es als «work of great learning (and no little humour) that should stand on the shelves of any research library worth the name».
Methodisch ging Hieronymus so vor, dass er Vorreden und Widmungstexte einbezog, um Informationen über Entstehung und Hintergründe eines Drucks zu erfahren. Der Ausstellungskatalog wurde zur dominanten Form in Hieronymus’ Werk, weil er seiner Arbeitsweise entgegenkam. Der Untersuchungsgegenstand liess sich so über die Exponate strukturieren und die Beschreibung der Objekte jederzeit erweitern, wenn neue Erkenntnisse gewonnen wurden. Die Beschreibungen zu den Objekten waren in der Regel reich an Details und Nebensächlichkeiten, auf die Hieronymus nicht verzichten wollte, da auch sie potentiell nützlich und für den Leser wertvoll sein konnten. Dies machte viele seiner Werke jedoch auch schwer zugänglich. Gegenüber dem Katalog trat die Ausstellung selbst in den Hintergrund. Im Gegensatz zum üblichen Vorgehen, in einem Katalog Ausstellungsstücke mit weiterführenden Informationen zu beschreiben, dienten bei ihm die Exponate als Belege für den Katalog und wurden kaum inszeniert.
Neben seinen Hauptwerken, den Katalogen zum Basler Buchdruck, verfasste Hieronymus zahlreiche wissenschaftliche Artikel und Lexikonbeiträge.

## Schriften

### Dissertation
- Frank Hieronymus: Meletē. Übung, Lernen und angrenzende Begriffe. Basel 1970.

### Kataloge
- Frank Hieronymus: Oberrheinische Buchillustration 1. Inkunabelholzschnitte aus den Beständen der Universitätsbibliothek. Ausstellung 23. Mai-15. Juli 1972, verlängert vom 31. Juli bis 31. August. Universitätsbibliothek, Basel 1972 (147 S., 1972 und 1983 wurden Nachdrucke mit Ergänzungen und Korrekturen veröffentlicht, der 1983er Nachdruck erschien als Band 6 der Reihe 'Publikationen der Universitätsbibliothek Basel).
- Frank Hieronymus: Oberrheinische Buchillustration 2. Basler Buchillustration 1500-1545. Universitätsbibliothek Basel, 31. März bis 30. Juni 1984 (= Publikationen der Universitätsbibliothek Basel. Band 5). Universitätsbibliothek, Basel 1984, ISBN 3-85953-012-7 (LXIII, 813).
- Frank Hieronymus: Ioannes calceos meos comminxit. Ein improvisiertes Vorspiel zu den «Lachenden Kindern» des 19. und 20. Jahrhunderts, mit vornehmlicher Beschränkung des Horizontes auf die hochwohllöbliche Stadt Basel (= Publikationen der Universitätsbibliothek Basel. Band 5). Universitätsbibliothek, Basel 1990.
- Frank Hieronymus: En Basileia polei tēs Germanias : griechischer Geist aus Basler Pressen. Universitätsbibliothek Basel, 4. Juli bis 22. August 1992, Staatsbibliothek zu Berlin, Preussischer Kulturbesitz, 28. Januar bis 6. März 1993, Gutenberg-Museum, Mainz, 8. Juni bis 29. August 1993 (= Publikationen der Universitätsbibliothek Basel. Band 15). Universitätsbibliothek, Basel 1992, ISBN 3-85953-024-0 (XXVII, 851 Seiten).
- Frank Hieronymus: 1488 Petri - Schwabe 1988. Eine traditionsreiche Basler Offizin im Spiegel ihrer frühen Drucke. Schwabe, Basel 1997, ISBN 3-7965-1000-0 (2 Bände).
- Frank Hieronymus: Theophrast und Galen - Celsus und Paracelsus: Medizin, Naturphilosophie und Kirchenreform im Basler Buchdruck bis zum Dreissigjährigen Krieg (= Publikationen der Universitätsbibliothek Basel. Band 35). Oeffentliche Bibliothek der Universität Basel, Basel 2003, ISBN 3-85953-040-2 (5 Bände).
- Frank Hieronymus: Sprache und Übersetzung im Basler Buchdruck bis zum Dreissigjährigen Krieg. Äusserungen, Absichten und Pläne von Autoren, Übersetzern und Verlegern, gesammelt und zusammengestellt nicht für den Bücherschaft eines hohen geistlichen und nicht zu Ehren eines hohen weltlichen Herrn, sondern für das Interesse ganz gewöhnlicher heutiger Leser und mit einem brauchbaren Register versehen (= Publikationen der Universitätsbibliothek Basel. Band 36). Universitätsbibliothek, Basel 2005, ISBN 978-3-7965-2068-6 (96 S.).

Herausgeberschaften
- Franz Zinkernagel: Briefe und Schriften aus dem Nachlass. herausgegeben und kommentiert von Frank Hieronymus. Schwabe Verlag, Basel 2020, ISBN 978-3-7965-2068-6 (XXI, 3060 Seiten).